# 楚格霍赫利赫特山

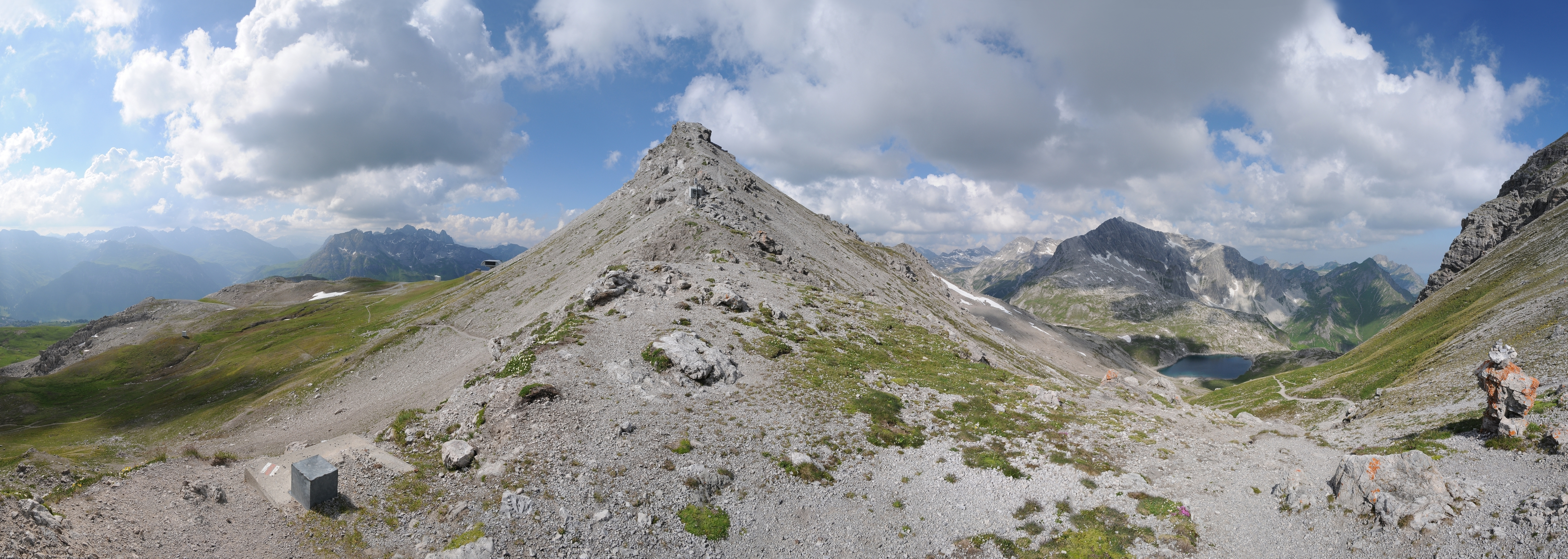

47°13′35″N 10°6′3″E / 47.22639°N 10.10083°E
楚格霍赫利赫特山（德語：Zuger Hochlicht），是奧地利的山峰，位於該國西部，由福拉爾貝格州負責管轄，屬於萊希奎倫山脈的一部分，距離莫嫩弗盧赫山0.6公里，海拔高度2,371米。